# Фреар де Шантелу, Поль
Поль Фреар де Шантелу (фр. Paul Fréart de Chantelou; 25 марта 1609, Ле-Ман — 10 марта 1694, Париж) — французский военный инженер, коллекционер, меценат, писатель, историограф эпохи правления королей Людовика XIII и Людовика XIV. Родной брат и помощник более знаменитого Ролана Фреара де Шамбре. Известен своим дневником, описывающим визит итальянского скульптора и архитектора Дж. Л. Бернини в Париж в 1665 году (дневник впервые опубликован в 1885 году).

## Биография
Поль был представителем древнего дворянского рода, сыном Жана III Фреара де Шантелу, маршала округа Ман (grand prévôt de la maréchaussée du Maine), и Мадлен Лемэр. Он был младшим из троих братьев Фреар. Старшие братья Поля, Жан Фреар де Шантелу (1604—1674) и Ролан Фреар де Шамбре (1606—1676), также были знатоками и покровителями искусства.
В 1630—1635 годах Поль Фреар де Шантелу путешествовал по Италии со своим старшим братом Роланом. Встречался с французскими художниками, работавшими в Риме: Никола Пуссеном, Жаком Стелла и Шарлем Эрраром. В этот период он начал собирать антиквариат и картины.

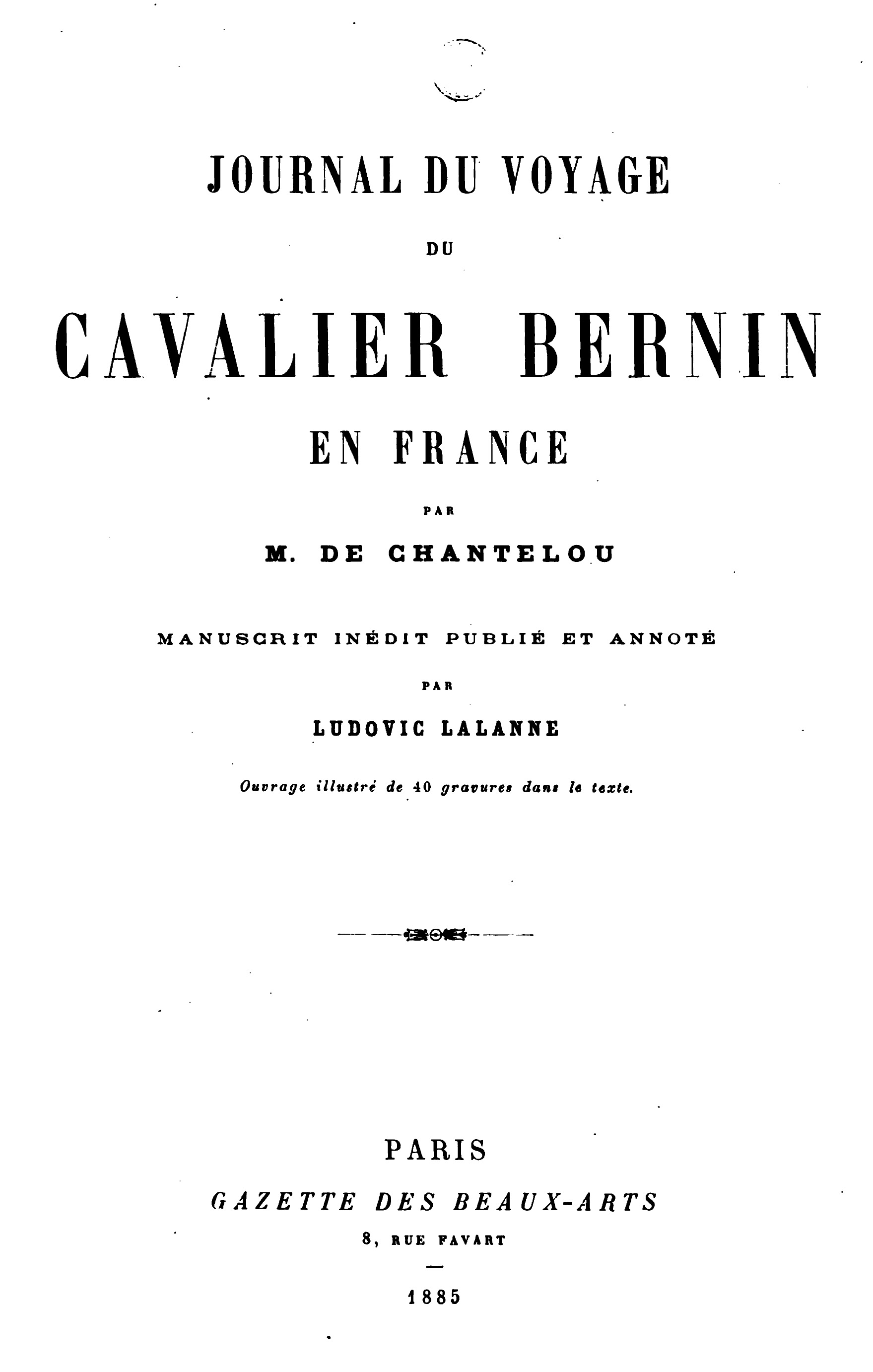
Журнал путешествия кавалера Бернини во Францию, составленный г-ном де Шантелу. Издание 1885 г. Титульный лист

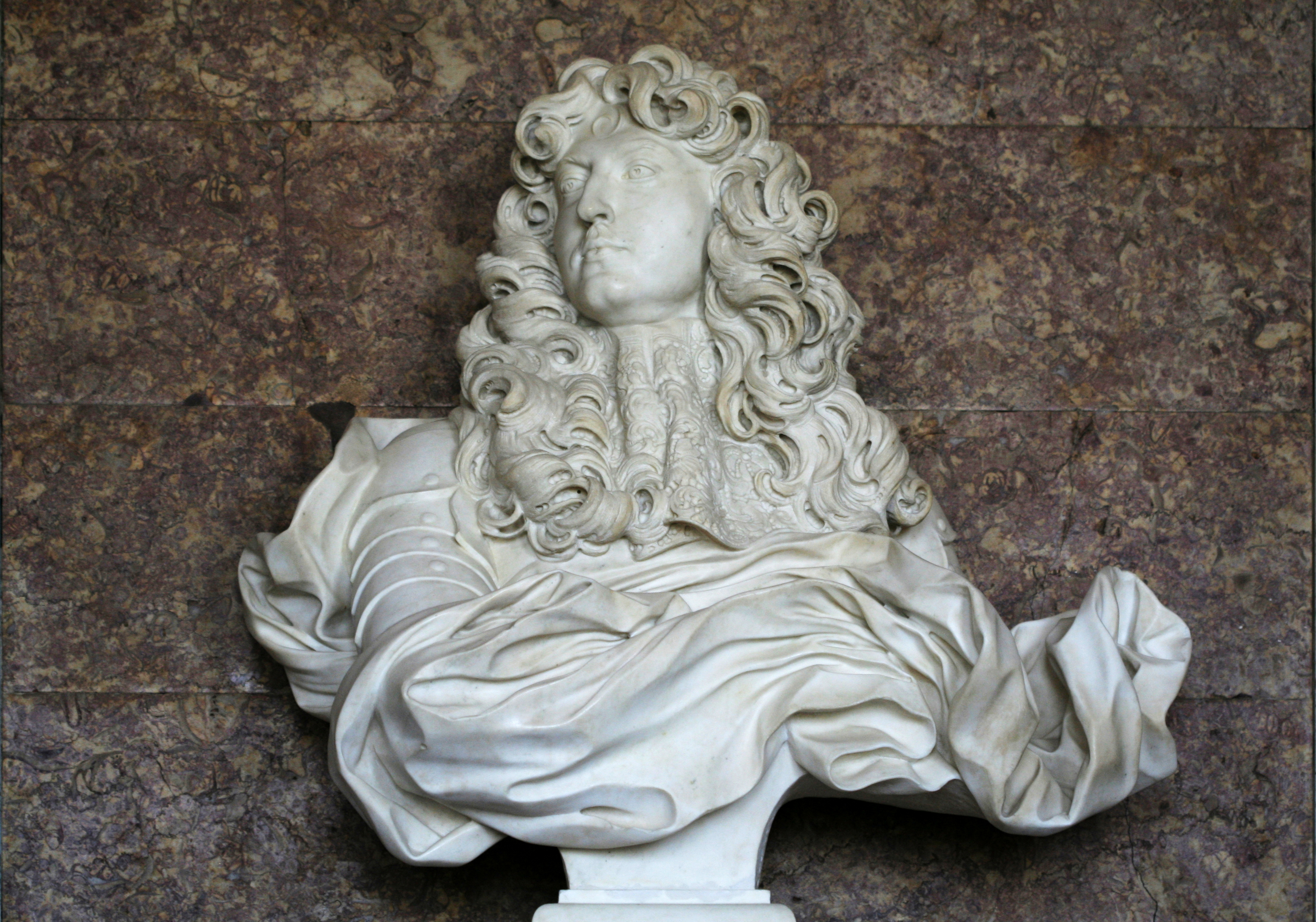
Дж. Л. Бернини. Бюст Людовика XIV. 1665. Мрамор. Версаль

В 1638 году Поль Фреар де Шантелу стал секретарём своего кузена Франсуа Сюбле де Нуайе, «сюринтенданта» Королевских построек (Bâtiments du Roi), который снова направил Поля и его брата Ролана в 1639—1640 годах в Рим с целью привлечения на работу во Францию итальянских художников, но главным образом для того, чтобы уговорить Никола Пуссена («лучшего французского художника Рима») в необходимости вернуться во Францию и работать при королевском дворе в Париже. Также Поль Фреар де Шантелу должен был доставить слепки и рисунки римских древностей для будущей Королевской академии. Пуссен не стремился во Францию, всё его творчество было связано с Италией, но противиться воле короля было опасно и в конце концов в декабре 1640 года все благополучно вернулись в Париж.
В 1643 году Поль Фреар де Шантелу представил королю проект отливки из бронзы копий скульптур Диоскуров с Квиринальской площади в Риме для их установки перед главным входом в Лувр, но этот проект по причине придворных интриг и смерти короля Людовика XIII в 1643 году не был реализован.
Живописца Пуссена и братьев де Шамбре связывали общие эстетические взгляды и многолетняя переписка. Именно в письмах Пуссена Фреару де Шамбре и его брату Полю Фреару де Шантелу раскрывается классицистическая теория живописи и благодаря этим письмам (фрагменты которых и комментарии к ним опубликованы в монографии Ю. К. Золотова) нам известны и стали понятными личные эстетические взгляды Пуссена, в частности его «теория модусов».
Во время второй поездки в Италию братья познакомились с первым художником итальянского барокко Дж. Л. Бернини и с коллекционером и меценатом Кассиано даль Поццо.
В 1665 году король Людовик XIV через своего посредника, первого министра Жана-Батиста Кольбера, пригласил знаменитого Бернини в Париж ради проекта перестройки Лувра. Король поручил Шантелу приветствовать его и сопровождать во время его пребывания во Франции. Шантелу вёл ежедневный дневник этой встречи — с момента прибытия Бернини в Париж в начале июня до его отъезда пятью месяцами позже, — который сохранился до наших дней. Этот дневник, предназначенный для его брата (который в то время жил в провинции и не имел возможности встретиться со скульптором лично), стал важным источником для историков искусства. В нём рассказывается не только о личности художника и концепции его искусства, но и о повседневной придворной жизни.
В дневнике подробно описана история создания Бернини мраморного бюста короля. Это один из немногих портретов, для которых Людовик XIV согласился позировать: он разрешил провести тринадцать сеансов. Бюст короля работы итальянского мастера ныне хранится в Версале.